# Kasachische Fußballnationalmannschaft (U-20-Männer)
Die kasachische U-20-Fußballnationalmannschaft ist eine Auswahlmannschaft kasachischer Fußballspieler. Sie unterliegt der Qasaqstannyng Futbol Federazijassy und repräsentiert sie international auf U-20-Ebene, etwa in Freundschaftsspielen gegen die Auswahlmannschaften anderer nationaler Verbände oder bei U-20-Weltmeisterschaften und bis zu ihrem Wechsel in den europäischen Kontinentalverband bei U-19-Asienmeisterschaften. Seit 2002 nimmt die kasachische U-19-Nationalmannschaft an der U-19-Europameisterschaft teil.
Bei der WM 1999 schied die Mannschaft in der Vorrunde aus.
Ihr größter Erfolg bei Asienmeisterschaften war der dritte Platz 1996.
Vor 1992 spielten kasachische Jugend-Fußballspieler in der sowjetischen U-20-Nationalmannschaft.

## Teilnahme an U-20-Weltmeisterschaften
| 1993 | nicht teilgenommen |
| 1995 | nicht qualifiziert |
| 1997 | nicht qualifiziert |
| 1999 | Vorrunde           |
| 2001 | nicht qualifiziert |
| 2003 | nicht teilgenommen |
| 2005 | nicht qualifiziert |
| 2007 | nicht qualifiziert |
| 2009 | nicht qualifiziert |
| 2011 | nicht qualifiziert |
| 2013 | nicht qualifiziert |
| 2015 | nicht qualifiziert |
| 2017 | nicht qualifiziert |
| 2019 | nicht qualifiziert |

## Teilnahme an U-19-Asienmeisterschaften
(bis 2006 Junioren-Asienmeisterschaft)
| 1992 | nicht teilgenommen |
| 1994 | nicht qualifiziert |
| 1996 | 3. Platz           |
| 1998 | nicht qualifiziert |
| 2000 |                    |
| 2002 | nicht teilgenommen |